# 马来亚独立党
马来亚独立党是英属马来亚的一个争取独立的政党。该党是翁惹化于1951年离开巫统后建立的，翁惹化反对巫统的马来人至上政策。
该党的党籍向马来亚所有族裔开放，但其支持者大多是印度人。独立党的总部位于现今的苏丹阿都沙末大厦。
在翁惹化和其他非种族组织与马来亚国大党的结盟下，独立党参选1952年吉隆坡市议会选举。然而，1952年的选举证明，当种族主义成为胜利因素时，国大党宣扬和实践非种族主义的尝试在马来亚政治中不会占上风。
1952年市议会选举中，独立党只赢得一席，即德瓦基·克里希南。她因此成为马来亚第一位民选女议员。在她的竞选宣言中，她说：“我将特别关注吉隆坡女性的命运，并扩展市政府已经开展的社会工作计划。”
在意识到独立党难以得到支持后，翁惹化解散该党，组建马来亚国家党。